# Гавсидинов, Гиясидин
Гиясидди́н Гавсидди́нов (узб. Гиёсиддин Ғовсиддинов; 1927, село Дардак, Кургантепинский район, Андижанский округ — 1978, село Кызыл-Шарк, Кара-Суйский район, Ошская область) — хлопкороб, бригадир колхоза «Кызыл-Шарк» Кара-Суйского района Ошской области, Киргизская ССР. Герой Социалистического Труда (1951).

## Биография
Родился в 1927 году в селе Дардак (ныне — Кургантепинский район Андижанской области Узбекистана) в крестьянской семье, по национальности узбек. Его семья переехала в село «Кызыл Шарк» (в дальнейшем колхоз имени Таширова) Кара-Суйского района Ошской области.
Свою трудовую деятельность Гавсиддинов Г. начал рядовым колхозником будучи 15 летним подростком. В 1945 году 17-летний подросток стал бригадиром хлопководческой бригады колхоза «Кызыл-Шарк» Кара-Суйского района Ошской области.
В 1950 году бригада Гиясидина Гавсидинова собрала 47 центнеров хлопка-сырца на участке площадью 49 гектаров. Указом Президиума Верховного Совета СССР от 20 марта 1951 года удостоен звания Героя Социалистического Труда с вручением ордена Ленина и золотой медали «Серп и Молот».
После выхода на персональную пенсию союзного значения проживал в селе Кызыл-Шарк, где скончался в 1978 году.

## Награды
- Герой Социалистического Труда (20.03.1951)
- Орден Ленина
- два ордена Трудового Красного Знамени
- Медаль «За трудовую доблесть»

## Память
В Кара-Суйского района в его честь названа улица